# ムン・ソリ
ムン・ソリ（朝: 문소리、1974年7月2日 - ）は、韓国の女優・映画監督。C-JeSエンターテインメント所属。成均館大学教育学科卒業（1993年入学）。

## 来歴

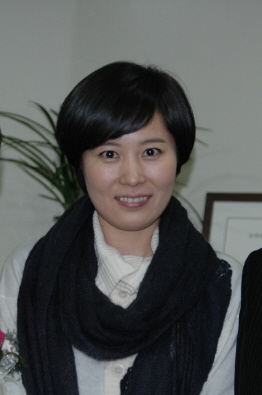
2008年

釜山に生まれた。小学校5年生の時にソウル特別市松坡区に移住した。成均館大学校教育学科在学中に演劇部で活動した。大学卒業後、ソウル芸術大学演劇科への入学を準備していた頃、MBCの第26期公開タレント試験を受けるも不合格。しかしイ・チャンドン監督の映画『ペパーミント・キャンディー』のオーディションでユン・スニム役に抜擢された。ソウル芸術大学の試験に合格したが、入学はあきらめ、映画の道を選んだ。
『ペパーミント・キャンディー』は1999年10月14日に釜山国際映画祭で上映された。翌2000年、第53回カンヌ国際映画祭の監督週間やシカゴ国際映画祭に出品され、絶賛された。
次に出演したイ・チャンドン監督の映画『オアシス』では、同じくソルの相手役となる脳性麻痺のヒロインを演じた。実際に彼女は医学的リハビリテーションを専攻し、そのリハビリセンターで働いていたことがあり、彼女は監督の求めに応じてその経験を演技に反映させた。2002年の第59回ヴェネツィア国際映画祭で新人俳優賞であるマルチェロ・マストロヤンニ賞を獲得し、韓国国内でも第23回青龍映画賞新人賞を受賞した。ヴェネツィア国際映画祭での韓国女優の受賞は、1987年のカン・スヨン以来であり史上2人目。2003年には、『オアシス』の演技でシアトル国際映画祭でゴールデン・スペースニードル賞を受賞した。
2004年、『浮気な家族』の演技で大鐘賞を獲得。
2007年に放送された『太王四神記』がテレビドラマ初出演作であり、主人公の恋人役でのちに敵対する難しい役どころを演じた。ドラマ撮影中の2006年12月24日に、映画監督のチャン・ジュナン（張俊煥）と結婚。

## 出演

### 映画
- ペパーミント・キャンディー（1999年） - ユン・スニム 役
- オアシス（2002年） - ハン・コンジュ 役
- 浮気な家族（朝鮮語版）（2003年） - ウン・ホジョン 役
- 大統領の理髪師（2004年） - キム・ミンジャ 役
- 愛してる、マルスンさん（朝鮮語版）（2005年） - キム・マルスン 役
- 韓国映画のルネッサンス（2005年） - 本人 役 ※ドキュメンタリー映画
- 女教授（朝鮮語版）（2006年） - チョ・ウンスク 役
- 家族の誕生（朝鮮語版）（2006年） - ミラ 役
- 私たちの生涯最高の瞬間（2008年） - ハン・ミスク 役
- りんご/謝罪（朝鮮語版）（2008年） - ヒョンジョン 役
- よく知りもしないくせに（朝鮮語版）（2009年） - ソウルの女性 役 ※声の出演
- 飛べ、ペンギン（朝鮮語版）（2009年） - ソン・ヒジョン 役
- ハハハ（2010年） - ワン・ソンオク 役
- 小さな池 1950年・ノグンリ虐殺事件（朝鮮語版）（2010年） - 避難民 役
- ハウスメイド（2010年） - 医師 役
- 庭を出ためんどり（2011年） - イプサク 役 ※アニメーション映画／声の出演
- 3人のアンヌ（2011年） - クムフィ 役
- 怒りの倫理学（2013年） - キム・ソンファ 役
- ザ・スパイ シークレット・ライズ（2013年） - アン・ヨンヒ 役
- ヴィーナス・トーク 官能の法則（朝鮮語版）（2014年） - チョ・ミヨン 役
- 萬神（朝鮮語版）（2014年） - 1970年代のキム・グムファ 役
- 自由が丘で（2014年） - ヨンソン 役
- Love and…（朝鮮語版）（2015年） - 病院清掃員 役
- 最高の監督（2015年） - ムン・ソリ 役 ※短編映画／主演・監督・脚本
- 同行（2015年） - ムン・ソリ 役 ※短編映画／主演・監督・脚本
- お嬢さん（2016年） - 叔母 役 ※特別出演
- 隠された時間（朝鮮語版）（2016年） - ミン・ギョンヒ博士 役 ※特別出演
- ザ・メイヤー 特別市民（2017年） - チョン・ジェイ 役
- 女優は今日も（朝鮮語版）（2017年） - ムン・ソリ 役 ※主演・監督・脚本
- 1987、ある闘いの真実（2017年） - バスの上で叫ぶ人 役 ※特別出演／声の出演
- リトル・フォレスト 春夏秋冬（2018年） - 母親 役
- 群山（2018年） - ソンヒョン 役
- 親の顔が見たい（朝鮮語版）（2019年）
- 8番目の男（朝鮮語版）（2019年） - 裁判長 キム・ジュンギョム 役
- なまず (映画)（朝鮮語版）（2019年） - イ・ギョムジン 役 ※独立映画
- 三姉妹 (映画)（朝鮮語版）（2021年） - ミヨン 役
- 君の親の顔が見てみたい（2022年）
- ソウル・バイブス（2022年）

### テレビドラマ
- 太王四神記（2007年、MBC） - ソ・キハ／カジン 役
- ラブリー・ファミリー黄金期（朝鮮語版）（2008年 - 2009年、MBC） - イ・ファン 役
- 寒喧嶺殺人事件（朝鮮語版）（2013年、MBC） - ジョンフン 役
- 青い海の伝説（2016年 - 2017年、SBS） - アン・ジンジュ 役
- ライフ (韓国のテレビドラマ)（朝鮮語版）（2018年、JTBC） - オ・セファ 役
- シネマティックドラマ SF8〜夢見た未来〜（朝鮮語版）（2020年、MBC） - カ・ヘラ 役 ※第8話「人間の証明」
- 保健教師アン・ウニョン（2020年、Netflix） - ファス 役
- 大丈夫じゃない大人たち〜オフィス・サバイバル〜（2021年、MBC） - タン・ジャヨン 役
- クイーンメーカー（2023年、Netflix） - オ・ギョンスク役[6]
- 私たちの人生レース（2023年、Disney+） - ク・イジョン役[7]
- ジョンニョン: スター誕生（2024年、tvN） - ソ・ヨンレ役※特別出演
- おつかれさま（2025年、Netflix）- オ・エスン役

### 舞台
- 悲しい演劇（2006年） - シム・スクチャ 役
- 鉱夫画家たち（2010年） - ヘレン 役 ※原作『The Pitmen Painters』
- 光の帝国（2016年） - チャン・マリ 役
- 愛の終わり（2019年） - 女 役 ※原作『Clôture de l'amour』

## 受賞歴
- 第59回ヴェネツィア国際映画祭 - マルチェロ・マストロヤンニ賞（新人俳優賞）（2002年、『オアシス』）
- 第23回青龍映画賞 - 女性新人賞（2002年、『オアシス』）
- 第10回春史大賞映画祭 - 主演女優賞（2002年、『オアシス』）
- 第22回韓国映画評論家協会賞 - 主演女優賞（2002年、『オアシス』）
- 第1回MBC映画賞 - 主演女優賞／新人女優賞（2002年、『オアシス』）
- 第5回ディレクターズ・カット・アワード - 今年の女性新人演技者賞（2002年、『オアシス』）
- 第3回今年の女性映画人賞 - 演技賞（2002年、『オアシス』）
- CINE21映画賞 - 今年の女性俳優（2002年、『オアシス』）
- 文化体育観光部 - 王冠文化勲章（4等）（2002年、『オアシス』）
- 第29回シアトル国際映画祭 - ゴールデン・スペースニードル賞（主演女優賞）（2003年、『オアシス』）
- 第14回ストックホルム国際映画祭 - 主演女優賞（2003年、『浮気な家族』）
- 第4回釜山映画評論家協会賞 - 主演女優賞（2003年、『浮気な家族』）
- 第11回春史大賞映画祭 - 主演女優賞（2003年、『浮気な家族』）
- 第2回大韓民国映画大賞 - 主演女優賞（2003年、『浮気な家族』）
- 第4回今年の女性映画人賞 - 演技賞（2003年、『浮気な家族』）
- 第6回ディレクターズ・カット・アワード - 今年の女性演技者賞（2003年、『浮気な家族』）
- CINE21映画賞 - 今年の女性俳優（2003年、『浮気な家族』）
- 第41回大鐘賞 - 主演女優賞（2004年、『浮気な家族』）
- 第1回マックスムービー最高の映画賞 - 最高の女性俳優賞（2004年、『浮気な家族』）
- 第1回大韓民国大学映画祭 - 最高の女優賞（2004年、『浮気な家族』）
- 第47回テッサロニキ国際映画祭 - 主演女優賞（2006年、『家族の誕生』）
- MBC演技大賞 - 女子優秀賞（2008年、『ラブリー・ファミリー黄金期』）
- 第19回釜日映画賞主演 - 主演女優賞（2010年、『ハハハ』）
- 第18回チョンドンジン独立映画祭 - テングランコイン賞（2016年、『最高の監督』）
- 第11回アジア・フィルム・アワード - 助演女優賞（2017年、『お嬢さん』）
- 第5回マリ・クレール国際映画祭 - 特別賞（2017年、『女優は今日も』）
- 第2回ザ・ソウル・アワード - ドラマ部門 助演女優賞（2018年、『ライフ』）
- 第38回ハワイ国際映画祭 - ハレクラニ・キャリア・アチーブメント賞（2018年、『女優は今日も』）
- 第26回大韓民国文化芸術大賞 - 映画部門 女性最優秀演技賞（2018年、『女優は今日も』）
- 第38回黄金撮影賞 - 撮影監督が選ぶ女性人気賞（2018年、『女優は今日も』）
- 第20回今年の女性映画人賞 - 特別賞（2019年）